# Gargela
Gargela is een geslacht van vlinders van de familie grasmotten (Crambidae).

## Soorten
- G. apicalis Pagenstecher, 1900
- G. arcualis Hampson, 1906
- G. cuprealis Hampson, 1906
- G. chrysias Meyrick, 1897
- G. niphostola Hampson, 1917
- G. obliquivitta Hampson, 1917
- G. renatusalis Walker, 1859
- G. subpurella Walker, 1864
- G. trilinealis Hampson, 1897
- G. xanthocasis Meyrick, 1897